# شاشة تحميل

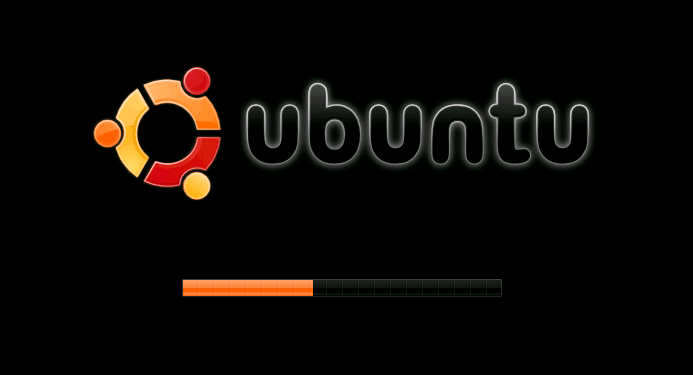
شاشة تحميل نظام أوبونتو.

شاشة تحميل (بالإنجليزية: Loading screen)‏ هي صورة تعرض عن طريق برنامج حاسوب، غالبا ما يكون لعبة فيديو، وذلك أثناء تحميل أو تهيئة البرنامج. تستخدم شاشات التحميل لإخفاء الوقت المستغرق لاستهلال البرنامج أو اللعبة في الذاكرة. شاشة التحميل لا تكون دائما صورة ثابتة، بعض الشاشات تعرض شريط تقدم أو عدادا تنازليا لإظهار مقدار البيانات التي تم تحميلها.